# Allium dichlamydeum
Allium dichlamydeum là một loài thực vật có hoa trong họ Amaryllidaceae. Loài này được Greene mô tả khoa học đầu tiên năm 1888.